# Арета II
Арета (Харітат) II (д/н — 96 до н.е.) — цар Набатеї в 120/110—96 роках до н. е.

## Життєпис
Син Раббеля I, царя Набатеї. Час початку панування Арети II достеменно невідомо: сталося між 120 і 110 роками до н. е. Допомагав хасмонейському цареві Александру Яннаю впоратися з вторгнення селевкидських військ царя Антіоха VIII. В подальшому став здійснювати напади на землі останнього, розширивши власні володіння на північ. Став першим набатейським царем, що став карбувати власні гроші — бронзові монети, що імітували монети Олександра Македонського. На аверсі зображувалася голова Афіни в корінфському шоломі, на реверсі Ніка (грецька богиня перемоги) у вінку. Лише наприкінці життя став карбувати монети з власною головою або з буквою «А».
У 100 році до н. е. стався конфлікт з Александром Яннаєм, який після зміцнення влади, розпочав політику розширення Юдейського царства. Близько 99 року до н. е. юдейські війська захопили в Набатеї важливий порт Газу, через яку набатейські купці здійснювали посередницьку торгівлю. Це викликало військовий конфлікт, що тривав до кінця правління Арети II. Останній втратив у війні з юдеями більшу частину Моаву і Гаалааду.
Помер цар Набатеї у 96 році до н. е. Йому спадкував син Ободат I, один з 700 синів, які за свідченнями римських античних істориків мав Арета II.